# Giancarlo Ratti
Giancarlo Ratti (Rovereto, 9 agosto 1957) è un attore italiano.

## Biografia
Negli anni di studio al Liceo Scientifico "Rosmini" di Rovereto, inizia a frequentare il teatro comunale nel quale svolge il ruolo di valletto. Nel primo dopoguerra la famiglia da Avenza si era trasferita a Trento, la madre è la figura dominante della sua educazione famigliare.
Nella contrarietà dei genitori che desiderano avviarlo agli studi da avvocato e alla professione di bancario, si iscrive alla Facoltà di Lettere, dove con un minimo profitto sostiene una media di un esame all'anno per ottenere il rinvio del servizio di leva obbligatorio. Estimatore dei classici latini e greci, si dedica pienamente alla sua vera passione, il teatro, diviene allievo dell'ultimo Ernesto Calindri, e si diploma all'Accademia dei Filodrammatici di Milano. Tra gli spettacoli a cui ha preso parte nella sua carriera teatrale si ricordano Calcoli, La parola ai giurati (niente a che vedere con l'omonimo film), Abbiamo due ore di vantaggio e Va tutto storto, tutti rappresentati tra il 2006 e il 2007.
Ha partecipato a vari programmi radiofonici a partire dalla fine degli anni novanta; dal 2004 fa parte del cast della trasmissione Il ruggito del coniglio ed ha avuto un piccolo ruolo nell'episodio Terapia d'urto della serie Crimini.
Nel 2006 ha partecipato alla commedia radiofonica Nessuno è perfetto di Linda Brunetta, al fianco di Maria Amelia Monti, Daniele Formica, Caterina Guzzanti, Sabrina Impacciatore, Nanni Baldini, Max Paiella e Paila Pavese.
Nel 2008 entra a far parte del cast della serie televisiva I Cesaroni, dove a partire dalla seconda interpreta il personaggio ricorrente Antonio Barilon, ruolo mantenuto costantemente fino alla sesta stagione.
Sempre nel 2008 ottiene il suo primo ruolo cinematografico nel film Colpo d'occhio, di Sergio Rubini, nel ruolo di Nicola.
Nella stagione 2009-2010 ha affiancato Neri Marcorè e Piero Dorfles nel cast della trasmissione televisiva Per un pugno di libri.
In un'intervista rilasciata a TV2000 nel 2018, ricorda il partigiano Ettore Teani della brigata "Ferox", che l'8 aprile 1945 si fece uccidere dai tedeschi per salvare la vita di suo padre, nativo di Avenza.

## Filmografia

### Cinema
Colpo d’occhio, regia di Sergio Rubini (2008)
- Andiamo a quel paese, regia di Ficarra e Picone (2014)
- A Napoli non piove mai, regia di Sergio Assisi (2015)

- La casa di famiglia, regia di Augusto Fornari (2017)
- Sono tornato, regia di Luca Miniero (2018)
- Finché giudice non ci separi, regia di Antonio Fornari e Andrea Maia (2018)
- Volevo nascondermi, regia di Giorgio Diritti (2020)
- D.N.A. - Decisamente non adatti, regia di Lillo & Greg (2020)
- Cento cuori, regia di Paolo Damosso (2023)
- Pare parecchio Parigi, regia di Leonardo Pieraccioni (2024)
- Tu quoque, regia di Gianni Quinto (2025)

### Televisione
- Adua, regia di Dante Guardamagna – miniserie TV (1981)
- Classe di ferro - serie TV (1989)
- Cristina, l'Europa siamo noi (Rete 4, 1991)
- Don Fumino (Rai 1, 1993)
- Una storia qualunque (Rai 1, 2000)
- Vivere - soap opera (Canale 5, 2002)
- Distretto di Polizia 3, regia di Monica Vullo – serie TV, episodio 3x16 (2002)
- Il mammo (Canale 5, 2004)
- Crimini - serie TV (2006)
- Cotti e mangiati (2006)
- Piper - miniserie TV (Canale 5, 2007)
- I Cesaroni - serie TV (Canale 5, 2008-2014)
- Anna e i cinque - serie TV (Canale 5, 2008)
- Un amore di strega - film TV (Canale 5, 2009)
- La ladra - serie TV (Rai 1, 2010)
- Che Dio ci aiuti (Rai 1, 2011) - serie tv, episodio 1x08
- Un posto al sole - soap opera (Rai 3, 2013)
- 1993, regia di Giuseppe Gagliardi - serie TV, episodi 2x04, 2x07 (2017)
- La mossa del cavallo - C'era una volta Vigata - film TV, regia di Gianluca Maria Tavarelli (Rai 1, 2018)
- Doc - Nelle tue mani - serie TV, 6º episodio (Rai 1, 2020)
- Rita Levi Montalcini, regia di Alberto Negrin - film TV (Rai 1, 2020)
- Un passo dal cielo 6 - I Guardiani - serie TV (Rai 1, 2021)
- Guida astrologica per cuori infranti, regia di Bindu De Stoppani e Michela Andreozzi – serie Netflix (2021-2022)
- Con un battito di ciglia (Rai 3, 2024)
- Maschi veri - serie Netflix, episodio 2-7 (2025)

## Teatro
- Calcoli (2006-2007)
- La parola ai giurati (2006-2007)
- Abbiamo due ore di vantaggio (2006-2007)
- Va tutto storto (2006-2007)
- A Capodanno tutti da me (2019, 2024)
- Grisu’ Giuseppe e Maria (2024) con Francesco Procopio

## Programmi radiofonici
- Il ruggito del coniglio (Rai Radio 2, 2004-in corso)

## Programmi televisivi
- Grand Hotel

(Canale 5, 1985-1986)
- Per un pugno di libri (Rai 3, 2009-2010)
- Ve ne siete mai accorti? (Rai 2, 2021)